# Ihalansaari (ö i Norra Karelen)
Ihalansaari eller Viitasaari är en ö i Finland. Den ligger i sjön Orivesi och i kommunen Libelits i den ekonomiska regionen  Joensuu ekonomiska region  och landskapet Norra Karelen, i den sydöstra delen av landet, 300 km nordost om huvudstaden Helsingfors. Öns area är 1,19 kvadratkilometer och dess största längd är 1,5 kilometer i sydöst-nordvästlig riktning.